# Busch Memorial Stadium
Busch Memorial Stadium – nieistniejący stadion baseballowy w St. Louis w stanie Missouri, na którym swoje mecze rozgrywał zespół St. Louis Cardinals.
Budowę obiektu rozpoczęto w maju 1964, a do użytku oddano w maju 1966. Pierwszy mecz odbył się 12 maja 1966, a zespół Cardinals podejmował Atlanta Braves w obecności 46 048 widzów. W 1966 na Busch Memorial Stadium miał miejsce 37. Mecz Gwiazd ligi MLB. 
W 1966–1987 na Busch Memorial Stadium swoje mecze w roli gospodarza rozgrywał zespół z National Football League St. Louis Cardinals. Na stadionie miały miejsce również koncerty, między innymi The Beatles w sierpniu 1966, Teda Nugenta, Jeffa Becka, Fleetwood Mac i Jefferson Starship w czerwcu 1976, The Who w sierpniu 1989 oraz The Rolling Stones w sierpniu 1990.
Ostatni mecz na Busch Memorial Stadium odbył się 19 października 2005, przeciwnikiem Cardinals był Houston Astros. W listopadzie 2005 stadion został zburzony, a klub przeniósł się na nowy, wybudowany kosztem 344 milionów dolarów obiekt Busch Stadium.

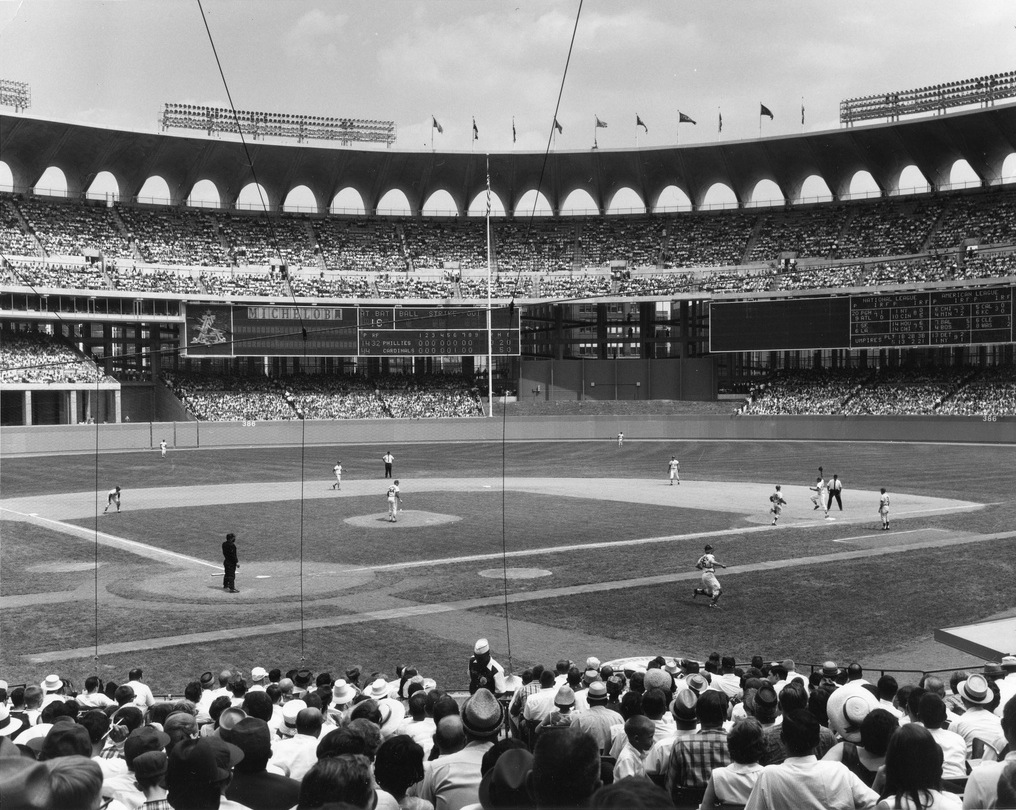
Busch Memorial Stadium w 1966 roku.
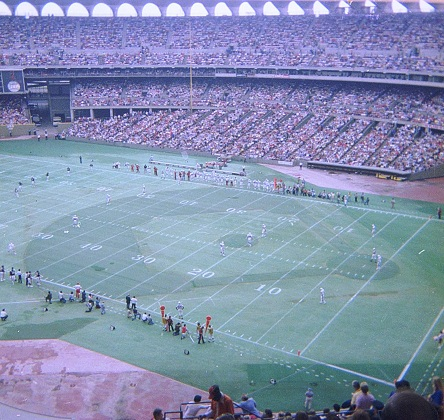
Stadion przygotowany do meczu futbolu amerykańskiego.
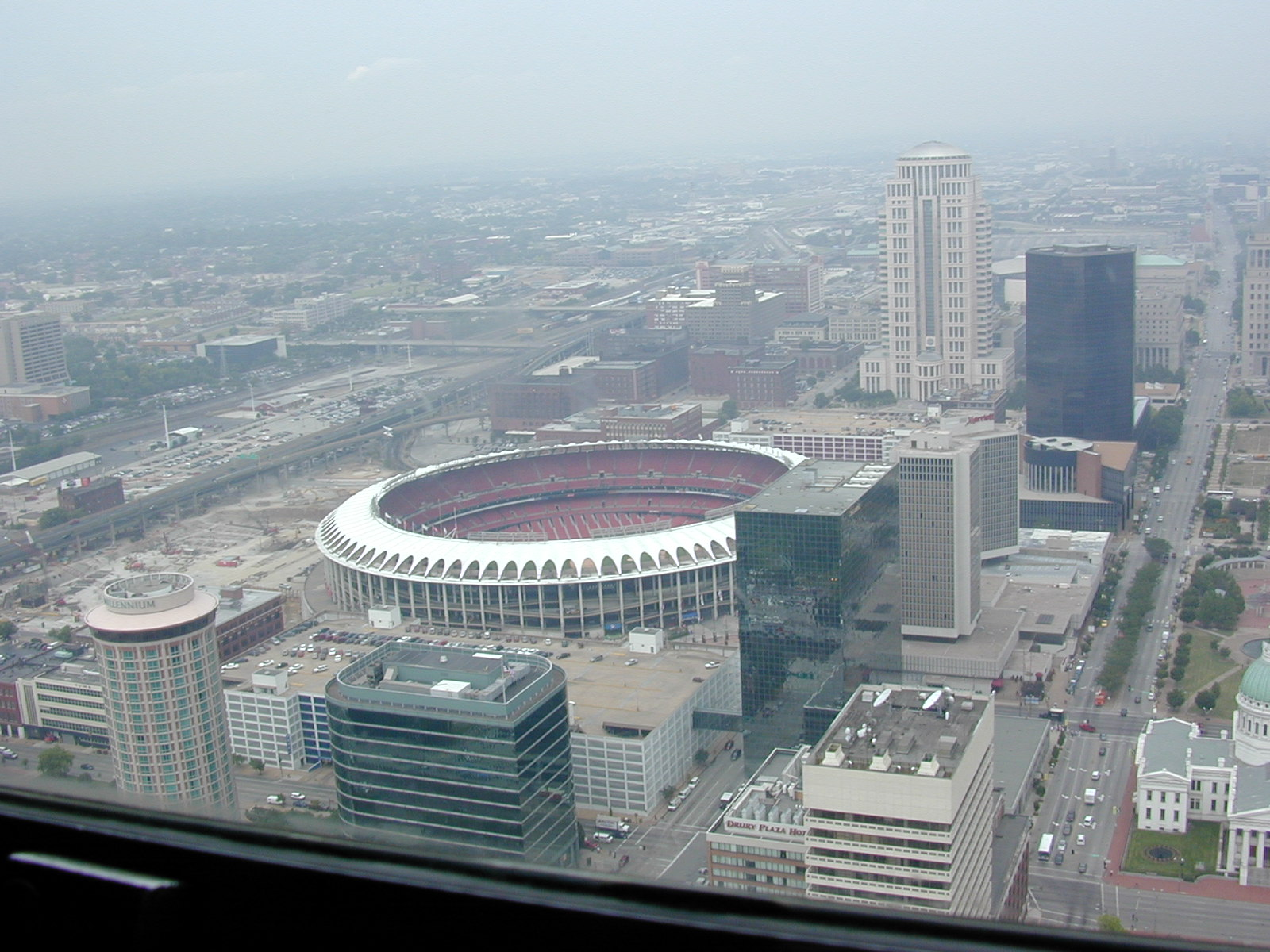
Busch Memorial Stadium widziany z Gateway Arch.